# 王閔南
王閔南（1976年—），臺灣警察專科學校14期畢業，臺灣知名警員，長期協尋失蹤人口，被新聞媒體譽為尋人高手，現任新北市政府警察局板橋分局防治組組員。

## 簡歷
從2003年6月赴警政署「失蹤人口專責小組」受訓後，開始辦理查尋人口業務，截至2011年8月為止已協尋幫助600多人找回親人。

被新聞媒體譽為「尋人高手」、「尋人專家」、「尋人達人」。本身也是柔道高手，辦公室桌上紙鎮寫著「一勤無事」。

### 重要事件
- 2003年6月，赴警政署「失蹤人口專責小組」受訓
- 2003年9月，成功協尋使失散31年姊妹相認[2]
- 2005年，成功協尋使罹癌母親見到失散25年，圓了罹癌母親心願[3][4]
- 2005年，成功協尋使200多名失蹤人口找到親人[5]
- 2006年8月，接受警光雜誌社《光點》雜誌專訪[3]
- 2006年8月，成功協尋使憂鬱父女屍體找到其親屬完成指認[6]
- 2006年12月，成功協尋使離散30年台灣華僑與父親重逢[7][8]
- 2007年3月，成功協尋使兩具無名屍找到其親屬完成指認[9]
- 2008年5月，成功協尋使走失兩年母親與女兒團圓[10]
- 2009年1月，成功協尋使失蹤8年婦人在過年前順利返家團聚[11]
- 2009年5月，流浪金牙婆 智警尋家人[12]
- 2009年6月，接受新北市政府警察局蘆洲分局專訪[13]
- 2009年8月，成功協尋使失散28年母女團圓[14]
- 2009年10月，成功協尋使離家少女回家與父母團聚[15]
- 2010年2月，成功協尋使走失6年患有精神障礙男子與母親團聚[16][17]
- 2010年10月，受邀失蹤兒童少年問題與策略研討會，擔任專題演講報告人，專題題目為協尋高手-協尋離家兒少技巧[18]
- 2010年11月，成功協尋使六指無名屍家屬順利認屍[19]
- 2011年1月，成功協尋使離散11年的裁縫夫妻重逢[20]
- 2011年1月，成功協尋使走失11年的患失憶症老人返家[21][22]
- 2011年8月，成功協尋使失散20年姊妹聚首[1][23]
- 2012年1月，網路發起資助獨居老人及低收入戶活動，結合民間企業團體及熱心網友力量來共同募捐[24]
- 2012年1月，尋子34年 早成枯骨22年[25]
- 2012年2月，成功協尋幫已逝22年男子找到回家路[26]
- 2014年9月，美籍女台僑一圓尋親夢 今晚將與兄姐重逢[27]
- 2014年9月，旅美婦思親56年 警3小時圓夢[28]
- 2015年2月，淡水亡魂10年無處歸 警過年前為「她」找到回家路[29]
- 2015年2月，迷路26年 失智嬤回家[30]
- 2016年2月，姐妹花遭父棄養30年 養母託警找回生母春節敘天倫[31]
- 2016年9月，父子闊別30年 尋人高手助重逢[32]
- 2017年1月，助無名屍年前歸根　尋人高手王閔南再建功[33]
- 2017年4月，另類重逢！15年無名屍　高手警員協助找到回家路[34]
- 2017年4月，一把鑰匙 打開15年無名屍回家路[35]
- 2017年5月，靠尋人高手 離散33年母子重聚[36]
- 2017年7月，「有心最重要!」警界尋人高手王閔南 十餘年尋獲上千人[37]
- 2017年12月，板橋警雨天攔下國小童「蹲地幫穿雨衣」 背影藏滿滿洋蔥[38]
- 2018年1月，父子一別10多年 警局重逢相擁痛哭[39]
- 2018年2月，讓無名屍落葉歸根 王閔南楊薏霖建功[40]
- 2018年2月，板橋尋人高手再發功　農曆年前助2家庭另類團圓[41]
- 2018年2月，新北無名女屍15年前漂流龜山島外海 警年前助「團圓」[42]
- 2018年2月，手機存數百張家庭團圓照　神警察幫無名屍找回返家路[43]
- 2018年2月，大哥告別式求「帶媽回來」 神警察找到15年前無名屍[44]

## 專訪
- 2006年8月，警光雜誌社第601期《光點》雜誌專訪

許全民一個和樂的家—警政署表揚特殊優良具體事蹟員警
- 2009年6月，新北市政府警察局蘆洲分局專訪

專訪尋人高手-戶口組 王閔南
- 2012年5月，華視《華視新聞雜誌》專訪

華視新聞雜誌第1825集預告
- 2013年11月，大愛電視《真情映台灣》專訪

大愛電視《真情映台灣》

## 感想
- 內政部警政署全球資訊網–警馨情

警馨情(忠勤事蹟)
- 2009年3月，失蹤兒童少年資料管理中心–協尋英雄榜 感想

《找回遺失的感想》王閔南/台北縣政府警察局板橋分局第三組

## 外部連結
- 王閔南Google+ （页面存档备份，存于）